# Lister Cars

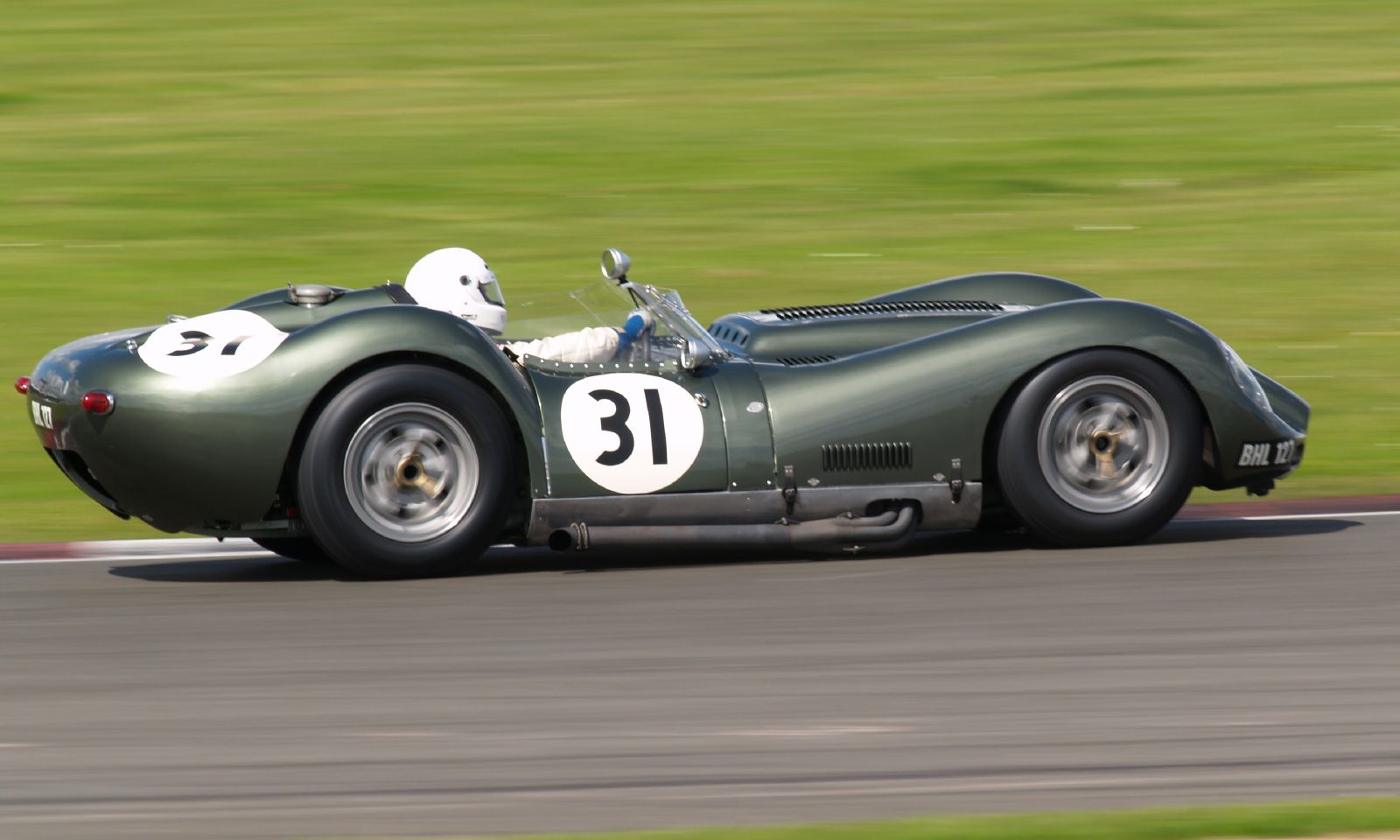
Una Lister con motore Chevrolet V8.

La Lister Cars Motor Company Ltd. è una casa automobilistica britannica fondata da George Lister nel 1954 a Cambridge, che divenne nota per il suo coinvolgimento nel motorsport. Venduta nel 1986 a Laurence Pearce, ha prodotto varianti della Jaguar XJS prima di produrre una propria vettura sportiva: la Lister Storm. Nel 2005 decide di fare il salto di categoria passando nei prototipi senza fortuna. Nel palmarès della casa ci sono due Campionati FIA GT (2000 e 2001) piloti e costruttori e 4 vittorie nel GT Inglese. Dal maggio 2013, Lister Cars è stata acquistata dalla Warranty Wise Insurance Services.

## Storia

### George Lister and sons

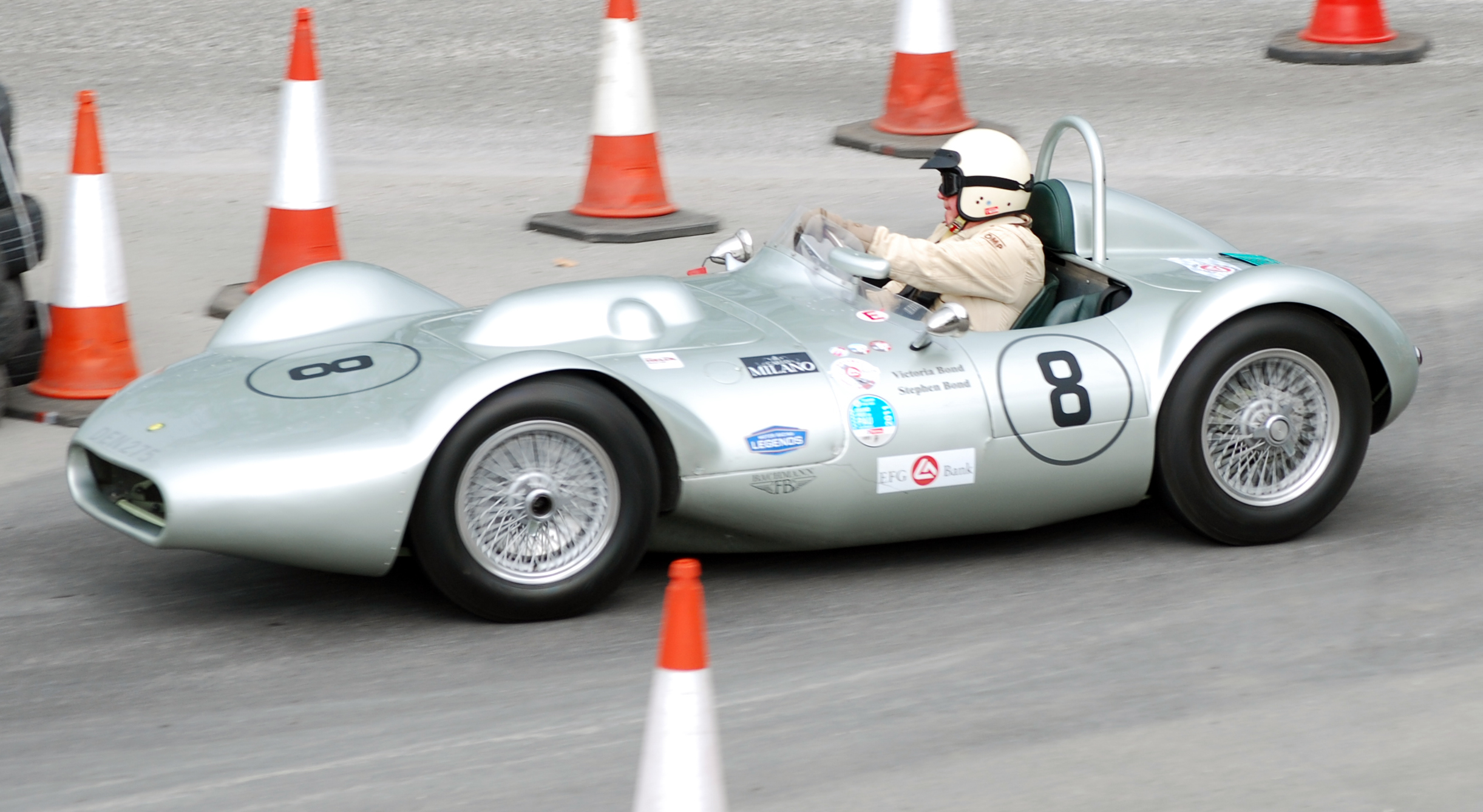
1955/57 Lister-Bristol (BHL9)

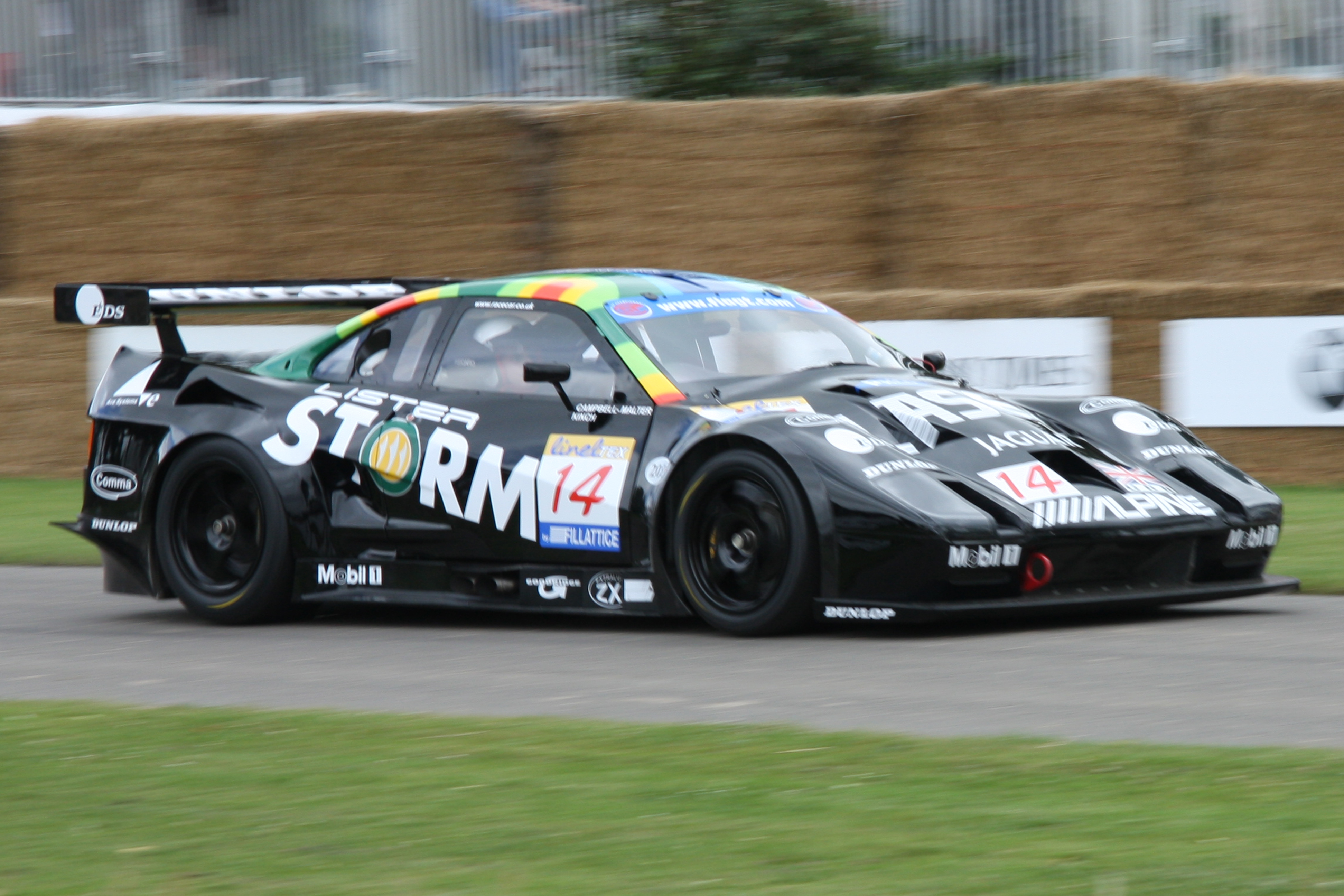
Una Lister Storm

A partire dal 1954, il dirigente d'azienda e pilota Brian Lister produsse una prima serie di vetture sportive in una officina di Cambridge. Ispirandosi alla Cooper, usò un telaio tubolare, ponte de Dion posteriore e freni a tamburo entrobordo, come altri usò un motore MG e un cambio di serie. Ha fatto il suo debutto al British Empire Trophy a Oulton Park nel 1954, con l'ex-pilota MG Archie Scott Brown alla guida. 
In seguito, per migliorare le prestazioni, è stato sostituito il motore con un Bristol 2 litri di cilindrata e si sono usate delle ruote a raggi al posto dei dischi MG. Nella gara di contorno al Gran Premio di Gran Bretagna 1954, riservata alle vetture sport, Scott Brown vinse la classe due litri e si piazzò quinto assoluto dietro solo alle Aston Martin.
Nel 1955, alcune Lister-Bristol sono state costruite con una nuova carrozzeria studiata da un ex-dipendente Bristol con l'aiuto della galleria del vento, ma nonostante la nuova configurazione aerodinamica ebbero meno successo dell'originale del 1954. La Lister passò a un motore sei cilindri di Formula 2, il Maserati A6GCS, per le proprie vetture, mentre i clienti continuavano a ricevere il Bristol, venduto per 3.900 sterline. Fu anche approntata una monoposto da corsa con un telaio a traliccio tubolare, azionata da un motore Coventry Climax e con un cambio MG, ma la vettura fu un insuccesso.

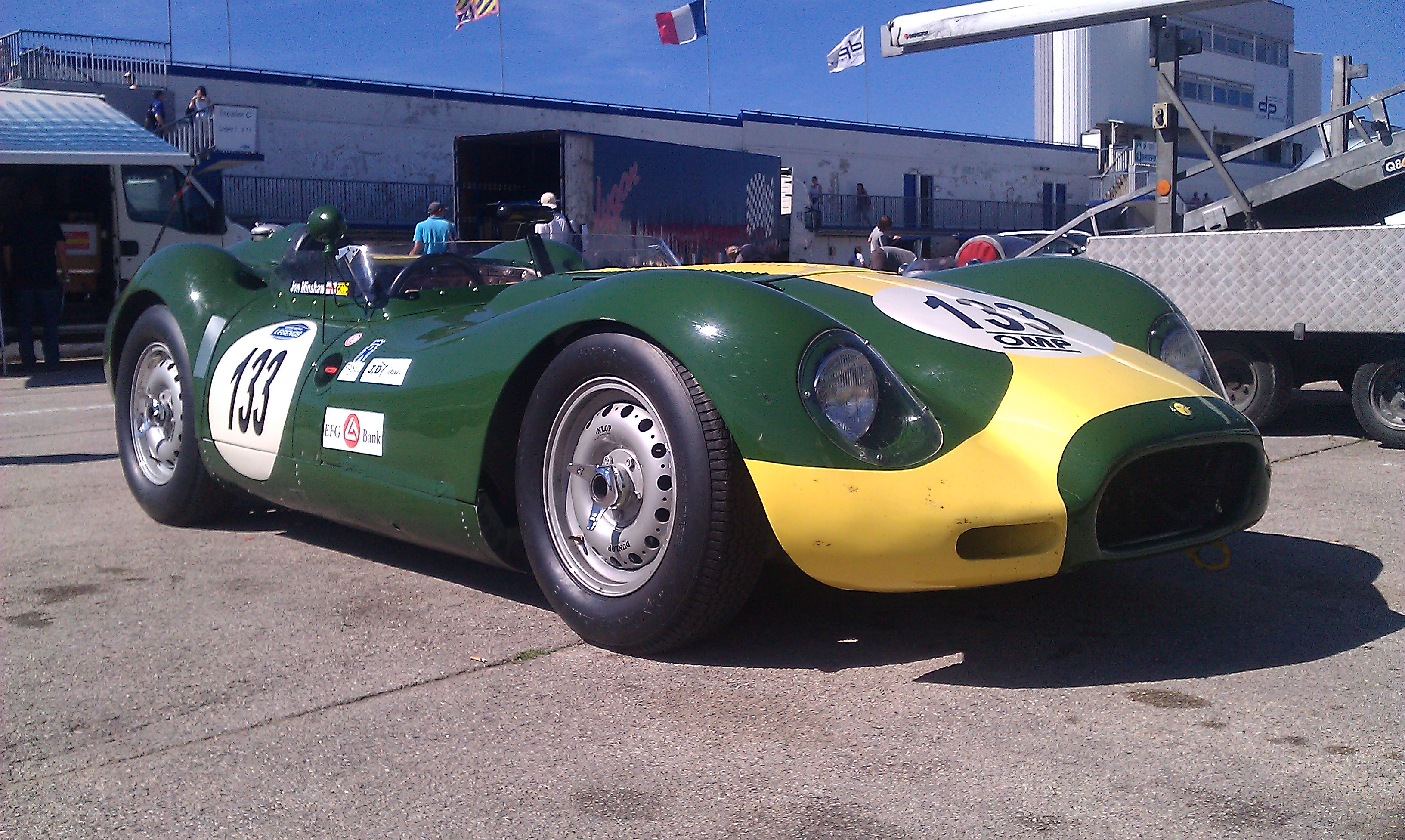
Una Lister Jaguar azionata da un sei cilindri in linea Jaguar D-Type

Per il 1957, la Lister riprogettò la vettura basandosi su una Jaguar D-Type, motore sei cilindri in linea, con una carrozzeria aerodinamica in alluminio; Fu provata dal giornalista automobilistico John Bolster, ottenendo un'accelerazione 0–100 mph (0–160 km/h) in 11.2 secondi.  Il pilota Archie Scott Brown vinse nel 1957 il British Empire Trophy con la nuova Lister-Jaguar. Rifinita ancora nel 1958, la Lister-Jaguar è entrata nelle competizioni internazionali.  Brown morì quella stagione in un incidente con la Lister-Jaguar a Spa-Francorchamps. Fu sviluppata un'altra monoposto basata sulla Lister-Jaguar e usata in un'unica occasione per la Corsa dei Due Mondi all'Autodromo nazionale di Monza.  Le vetture di questo periodo sono state soprannominate Lister Knobbly (nodose, bitorzolute) per la loro carrozzeria sinuosa.
Nel 1959, alla Lister arriva l'esperto di aerodinamica Frank Costin che realizzò la nuova carrozzeria costruendola attorno a un nuovo propulsore della Chevrolet Corvette.  Tuttavia la configurazione a motore anteriore della nuova Lister-Chevrolet era facilmente battibile dalle nuove vetture sport Cooper a motore posteriore-centrale. Alla fine del 1959, la Lister si ritirò dalle competizioni, continuando la produzione di vetture sport su richiesta dei clienti.
Nel 1963 Brian Lister fu scelto dal Rootes Group per preparare la Sunbeam Tiger per la categoria prototipi alla 24 Ore di Le Mans. Il motore della Tiger era un Ford V8 ai primi stadi di sviluppo, mentre Lister costruì il telaio presso la Jensen Motors.  Lister migliorò le sospensioni e i freni, approntando anche l'aerodinamica con maggiore pendenza del parabrezza e la coda tronca.  Il Ford V8 da 4.300 cc fu preparato da Carroll Shelby per dare 275 CV partendo dai 160 del modello di serie.  La vettura era progettata per una velocità massima di 170 mph (270 km/h), ma ebbe uno sviluppo troppo breve ed entrambi i motori si ruppero.  Rootes in seguito fu rimborsato per i suoi motori. Le due vetture e un "muletto" prototipo sono ancora esistenti.

### Laurence Pearce
La Lister ritorna nel 1986 come Lister Cars Ltd. con sede a Leatherhead, nel Surrey, con l'ingegnere Laurence Pearce che prepara circa 90 Jaguar XJS, incrementando la loro velocità massima raggiungibile a oltre 200 mph e richiedendo un prezzo di oltre 100.000 sterline.  Il successo di questo tentativo spinge l'azienda a progettare una nuova auto sportiva: la Lister Storm.  Lanciata nel 1993, avrebbe utilizzato il più grande motore V12 mai usato per una vettura stradale fino ad allora, un Jaguar 7.0 L.  La Storm è stata poi sviluppata per le competizioni in varie versioni, vincendo il Campionato FIA GT nel 2000 de 2001.  La Lister ha poi sviluppato una Le Mans Prototype, la Storm LMP nel 2003, prodotta su richiesta.
George Lister Engineering Limited di Cambridge, titolare degli originali diritti di proprietà intellettuale, nonché i progetti e disegni per tutte le Lister originali, nonché i diritti di proprietà di Pearce Lister Cars sono stati acquistati da Warrantywise nel 2013. La nuova società è stata rinominata Lister Motor Company Ltd.